# Pāpī Khāldār-e Soflá
Pāpī Khāldār-e Soflá (persiska: پاپی خالدار سفلی) är en ort i Iran.   Den ligger i provinsen Lorestan, i den västra delen av landet, 400 km sydväst om huvudstaden Teheran. Pāpī Khāldār-e Soflá ligger 1 231 meter över havet och antalet invånare är 230.
Terrängen runt Pāpī Khāldār-e Soflá är kuperad åt nordost, men åt sydväst är den bergig. Runt Pāpī Khāldār-e Soflá är det ganska tätbefolkat, med 72 invånare per kvadratkilometer. Närmaste större samhälle är Khorramābād, 6,5 km sydost om Pāpī Khāldār-e Soflá. Runt Pāpī Khāldār-e Soflá är det i huvudsak tätbebyggt.